# Tetrapterys splendens
Tetrapterys splendens är en tvåhjärtbladig växtart som beskrevs av José Cuatrecasas. Tetrapterys splendens ingår i släktet Tetrapterys och familjen Malpighiaceae. Inga underarter finns listade i Catalogue of Life.